# Bồ nông lưng hồng

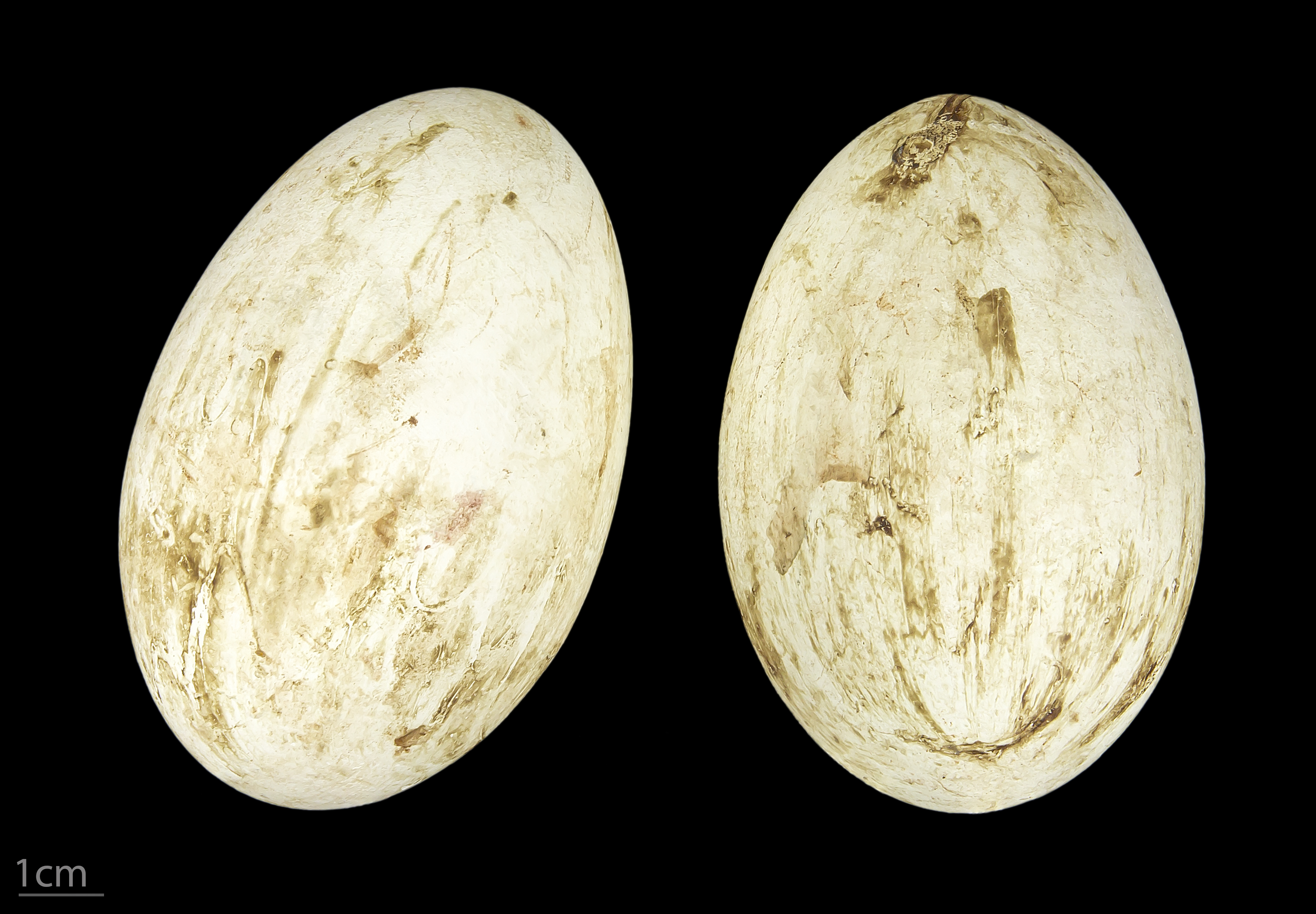
Pelecanus rufescens

Bồ nông lưng hồng (danh pháp hai phần: Pelecanus rufescens) là một loài bồ nông. Nó là loài sinh sản định cư ở châu Phi, miền Arabia và dường như tuyệt chủng ở Madagascar trong các đầm lầy và các hồ cạn.

## Mô tả
Đây là một loài bồ nông tương đối nhỏ, mặc dù không phải là một con chim nhỏ. Sự khác biệt kích thước là rõ ràng bên cạnh bồ nông trắng Mỹ cùng khu vực phân bố cũng như như trái ngược với bộ lông màu trắng xám. Chiều dài thân là từ 125 đến 155 cm (49 đến 61), sải cánh dài 2,15-2,9 m (7,1-9,5 ft) và khối lượng cơ thể từ 4 đến 7 kg (8,8-15 lb). Mỏ dài 30 đến 38 cm (12 đến 15). Bộ lông màu xám và trắng, với một màu hồng nhạt trên lưng đôi khi rõ ràng (không bao giờ hồng đậm của hồng hạc). Đầu của mỏ màu vàng và túi dưới họng thường là màu xám. Con trưởng thành trong thời gian sinh sản có những chùm lông dài trên đầu.